# جاكلين كاهانوف
جاكلين كاهانوف هي جاكلين شوحيط التي ولدت في القاهرة عام 1917م، كان والدها ينتمى إلى أسرة تجار ثرية في العراق، وكانت والدتها من أصل تونسي. قد نشأت في عائلة من الطبقة الوسطى العليا وتلقت تعليمها في مدارس فرنسية مع أبناء الطبقة الأرستوقراطية المحلية في مزج بين الديانات والطوائف والثقافات، حيث كانت الصهيونية تعد أمرا نادرا بين التلاميذ اليهود، كان شأنها في ذلك شأن راحيل ماكابي. ولم تتحدث باللغة العربية في القاهرة ولكنها كانت تتحدث بالفرنسية والإنجليزية. وتزوجت طبيبا وهي تبلغ عمرها الحادي والعشرين ومن ثم هاجرت معه إلى الولايات المتحدة الأمريكية وهي تبلغ من العمر حوالى أربعة وعشرين عاما واستقرت هناك فيما بين عام 1940- 1951 في كل من شيكاغو ونيويورك. وشرعت في تعلم الصحافة والأدب في جامعة كولومبيا في نيويورك.
ونشرت هناك قصصا قصيرة وفازت بجائزتين للأدب، حيث فازت بإحداهما في مسابقة القصة القصيرة لمجلة الأدب الشهرية "אטלנטיק" (أطلنطيك) عن قصة "זוהי רחל"(هذه هي راحيل)، أما الجائزة الثانية فقد حصلت عليها من "הוצאת הוטון ומיפלין" عن قصتها "סולם יעקב" (سلم يعقوب).
عادت جاكلين إلى مصر في عام 1946، ولكن بعد مرور ثلاثة أعوام سافرت مع أختها إلى باريس. وهاجرت إلى إسرائيل في عام 1954 وأقامت لمدة عامين في مركز استيعاب المهاجرين في بئر سبع، وبعدها انتقلت لكى تسكن في حى بات يم، حيث كان يجتمع في منزلها مجموعة من الأدباء والمفكرين في صالون منزلها. كانت جاكلين تكتب الكثير من مقالاتها، ومن ضمنها مقال «جيل الشرقيين» بالإنجليزية، ويقوم أهارون أمير بترجمتها، وقد تم نشرها في أواخر الخمسينيات وأوائل الستينيات في الأعداد الأولى من "קשת"(كيشيت أي السهم)، والتي كانت وجهة نظرها أكثر توافقا إلى حد بعيد مع جاكلين كاهانوف عن راحيل ماكابى. وكذلك قامت بتحرير كتاب "ממזרח שמש" (من الشرق شمسٌ) وهو يضم مجموعة مقالاتها الأولى.

## إنتاجها الأدبي
- "ממזרח שמש" (من الشرق شمسٌ)، (من تل أبيب: دار نشر يريف، عام 1978) قام بتحريره أهرون أمير وترجمه أيضا.
- "בין שני עולמות" (بين عالمين)،(القدس: دار نشر كيتير، عام 2005).
- قامت بتحرير " ספורים אפריקאיים בני זמננו" (قصص إفريقية معاصرة)، (تل أبيب: دار نشر عم هاسيفر، 1963).

## موقفها تجاه الصهيونية
على عكس ماكابى شعرت جاكلين بصلة إيجابية قوية بمصر، حيث أشارت بفخر إلى أن زملاء دراستها كانوا «موالين للحركة القومية من ناحية المبادئ، رغم أن آبائهم وأمهاتهم كانوا موالين لبريطانيا من ناحية التجارة والأمن». ونظرا لوقوعها في منطقة حدودية سياسية وثقافية متفجرة بشكل محتمل، فقد سعت جاكلين بشكل واع إلى الوصول إلى صيغة متجانسة شرقية مبدعة، حيث تقول في ذلك: «بالرغم من أننا تعاطفنا مع تطلعات القوميين المسلمين، فلم نكن نعتقد أنهم قادرون على حل مشاكل هذا المجتمع الحقيقية، ولهذا لم يكن باستطاعتهم أن يسامحونا. وكشرقيين، كنا نبحث بشكل غريزى عن حلول وسطى مثمرة، وكنا نشعر أن انتهاء الاحتلال الاستعماري لن يحل أي شئ إلا إذا تم وضع المفاهيم الغربية قيد التنفيذ في هذا العالم، حتى تقوم بتغيير روحه ذاتها. كنا نعلم أن أوروبا، رغم بعدها الشديد، كانت جزءا لا يتجزأ منا نظرا لأن لديها الكثير لتقدمه. إن هذه الآراء المختلفة بشكل جوهرى حيال أوروبا وحيال فهمنا للمستقبل جعلت من افتراق طرقنا أمرا حتميا». بالرغم من أنهم تمنوا أن يتوحدوا مع مصر، فإن جاكلين كاهانوف وزملاء دراساتها لم يكن يساورهم أي شك في أن الثقافة الأوروبية كانت أكثر تقدما، وينبغى أن تكون العنصر السائد في الصيغة المتجانسة الشرقية التي كانت تطمح إليها. لقد كانت تتساءل: «كيف انتوى هؤلاء الشباب أن يغيروا الظروف في مصر إذا لم يكونوا يدركون أن تعلمهم لما عرفه الأوربيون هو أهم شئ على الإطلاق». وحتى عام 1956، كان باستطاعتها أن تجد كثير من القوميين المصريين الذين يتفقون معها في ذلك. وبعد مرور عقود من الاستقلال الرسمي، استمرت الطبقات العليا في مصر في النظر إلى القوى الاستعمارية الأوروبية على أنها نماذج ثقافية. إن حرب السويس وسيناء قد بدأت مرحلة جديدة من القضاء على الاستعمار تم فيها على نطاق واسع إنكار الثقافة الأوروبية الخاصة بطبقة الصفوة التجارية.
نظرا لأنهم شعروا أنه ليس باستطاعتهم أن يكونوا مشاركين بعضوية كاملة في الحركة الوطنية المصرية، فإن جاكلين كاهانوف وأصدقائها اليهود حاولوا أن يحققوا مثلهم العليا الشبابية عن طريق افتتاح مستوصف في حارة اليهود. ورغم نجاحهم في البداية إلا أنهم اضطروا أن يتخلوا عن المشروع لأن رئيس الطائفة اليهودية في الحارة اتهمهم بدعم تحديد النسل والحركة الصهيونية. وقد ردوا بأن الإدعاء الثاني كاذب. ونظرا للإحباط والمعوقات التي واجهتها جاكلين كاهانوف على مستوى كل من الساحة الوطنية المصرية والطائفة اليهودية، فقد غادرت مصر عام 1940 . وهي تتذكر قائلة: «لقد أحببت مصر، لكن لم يعد باستطاعتى أن أتحمل أكثر من ذلك: أن أكون جزءا منها، مهما كنت مدركة لسحرها الغريب وفتنتها وتناقضاتها وفقرها المخجل وروعتها الصافية». وبعد أن عاشت في الولايات المتحدة وباريس وقامت بنشر رواية، ثم انتقلت جاكلين كاهانوف بعد ذلك إلى إسرائيل في عام 1954.
كان احتفاء جاكلين كاهانوف بالجوانب الشرقية يلقى اشمئزازا شديدا من الحركة الصهيونية الإشكنازية السائدة التي كانت تتطلب الهجرة الجماعية ليهود الشرق الأوسط إلى فلسطين لكى يستعمروا البلاد، حيث كانت تلك الحركة تمقت ثقافة هؤلاء اليهود وتنظر إلى الجوانب الشرقية على أنها لعنة يجب تجنبها مهما تكلف الأمر.
امتدح النقاد حساسية جاكلين كاهانوف ومداها العاطفى، لكن الجوانب الشرقية لم تكن فكرة تثير استجابة جدية من المؤسسة الثقافية الإسرائيلية المتمحورة حول أوروبا بشكل نضالى. إن أحد النقاد الذين حاولوا أن يدرسوا تكوين جاكلين كاهانوف الثقافى قد صرف النظر عن طموحاتها الشابة بوصفها " أوهاما مثمرة".. إضافة شيقة للنواحى النفسية والاجتماعية لأحد المنفيين الآخرين". وبالنسبة لهذا الجيل، يعتبر عمل جاكلين كاهانوف نقطة الانطلاق الأولى في ظل المناخ المفعم بالأمل والذي أعقب زيارة السادات للقدس، تم جمع مقالاتها في كتاب تحت عنوان "ממזרח שמש" (من شرق الشمس) وقد تلقت الجماهير هذا الكتاب بترحاب واسع. لقد ظهر مقال نقدي لها في مجلة أدبية طليعية، حيث أخذت جاكلين كاهانوف تؤكد تأييدها للجوانب الشرقية. مثل الانفتاح النقدى، رغم أنه بعيد عن أن يكون جماعيا، قد لقى التشجيع نظرا للآمال العريضة في أن يسود وضع طبيعى سلمى في إسرائيل، وتوفيت عام 1979 .

## محتوى أعمالها
قد حاولت جاكلين كاهانوف في كتابها "ממזרח שמש" (من الشرق شمسٌ) أن توصى بتجانس ثقافى شرقي مبدع يجمع بين الأفكار التقدمية لأوروبا ما بعد عصر التنوير والحضارة الرفيعة لمصر. لقد كانت كاهانوف شرقية من ناحية تكوينها الثقافى والاجتماعى، كما كان الحال بالنسبة للكثير من المزراحيم أي اليهود الشرقيين. لكن رفضت كل الأطراف المشاركة في الحركة الصهيونية بعنف الجوانب الشرقية كعنصر في الثقافة العبرية الحديثة التي سعت لخلقها. إن ثقافة الصابرا قد استوعبت الكثير من المؤثرات المادية من بيئتها الشرق أوسطية – من طعام وموسيقى ورقص ولغة وعناصرمعمارية وماشابه ذلك. لكن مؤيديها المهيمنين أصروا بشدة على أن العرب ليس لديهم ما يقدمونه من أفكار أو ممارسات اجتماعية جديرة بالاهتمام (ربما باستثناء عادات كرم الضيافة الخاصة بهم). ويعتبر هذا الكتاب جزءا أساسيا من الحركة الأدبية المؤكدة للهوية اليهودية المصرية في إسرائيل. لكن قلة قليلة من الأدباء والنقاد الأدبيين استطاعوا القبول بتصويره الإيجابى للجوانب الشرقية.
لم تقتصر أعمال جاكلين على الموضوعات الخاصة بالجوانب الشرقية فقط كما تكرر في معظم مقالاتها في الثلاث عقود التي عملت بهم في إسرائيل، حيث احتوى كتابها "ממזרח שמש" (من الشرق شمسٌ) على عشرة مقالات على الأقل؛ وهي مقالات رائعة للغاية تناقش موضوعات مختلفة مثل: مشاهد باريسية، ويوميات فرنسية وأمريكية، وأخيرا مقالا مزدوجا من بين كتاباتها " למוות מתה מודרנית" (لكى تموت ميتة حديثة) التي دونت بها فترة تماثل أبيها للشفاء وكذلك احتضاره في فلسطين، وعرضت أيضا من خلال وصفها خواطر أشجانها التي كانت جديرة بالقراءة طوال الوقت. وقد كتبت أيضا عن الأدب الياباني، وعن الأدباء الذين كتبوا بالفرنسية من بين يهود مصر "ז׳אבס" (جابس) وأدباء يهود أخرين كتبوا أيضا في مجال الأدب الفرنسي " ממי-לווינס" (ممى، لوينس). قامت كذلك أيضا بطرح شخصيات مقرائية مثل: (ربقا- ويعقوب) على الرغم من أنها لم تتعمق في دراسة العهد القديم أو التقاليد في صغرها.
وصفها الأديب ساسون سوميخ بأنها أديبة إسرائيلية بارزة بفضل الضوء الذي سلطته تجاه واقعنا الإسرائيلى خاصة من مكان بعيد وبلغة أجنبية. وقال أيضا:«أنها يهودية مصرية ولكنها لم تكن ممثلة بارزة ليهود مصر مطلقا، فهى أديبة عالمية أثرت ثقافتها من الشرق ومن الغرب ولكنها وع ذلك رائدة الأدب الحديث الخاص بجوانب الشرق». فكانت من الطبقة الأرستقراطية وكذلك كان تعليمها أيضا في المدارس الارستقراطية، ومع ذلك اهتمت في معظم أعمالها القديمة والحديثة بالضعفاء والمغتربين من الناحية الاجتماعية كما جاء في مقالها الساخر "משׁבּצת" (المُزخرف) الذي صدر في البداية في عام 1971 في الجريدة العبرية الأسبوعية " את" (إت). وقد تميزت أعمالها بهويتها الشرقية في المجتمع الإسرائيلي وهذا يتضح خاصة في مقالها "עדות בּישׂראל" (طوائف في إسرائيل).

## راجع
- موقع الإنترنت "לקסיקון הספרות העברית החדשה".
- موقع الإنترنت " ויקיפדיה, האנציקולופדיה החופשית"
- جوئل بنين، شتات اليهود المصريين
- مقال للكاتب ساسون سوميخ، "לכתוב כתיבה מודרנית".